# انبعاثات غاز شارد
انبعاثات الغاز الشارد أو انبعاثات الغاز المنفلت هي انبعاثات غاز (عادةً الغاز الطبيعي الذي يحتوي على الميثان) إلى الغلاف الجوي أو المياه الجوفية تنتج عن نشاط النفط والغاز. تظهر معظم الانبعاثات نتيجة قلة وثوقية بئر النفط أو أنابيب تغليف الآبار غير محكمة الإغلاق بسبب الإسمنت غير المستقر جيوكيميائيًا. يسمح هذا للغاز بالانفلات إلى البئر نفسه (يُعرف باسم تدفق فتحات أنبوب التغليف السطحي) أو عن طريق الانتقال الجانبي عبر التشكيلات الجيولوجية المجاورة (يُعرف باسم هجرة الغاز). إن 1-3% تقريبًا من حالات تسرب الميثان في آبار النفط غير التقليدي وآبار الغاز سببها الإغلاق غير المحكم والإسمنت المتردي في حفر الآبار. تظهر بعض التسربات أيضًا نتيجة التسربات في المعدات، أو الإجراءات المتعمدة لتنفيس الضغط، أو الانفلات غير المقصود في أثناء الإجراءات العادية للنقل أو التخزين أو التوزيع.
يمكن قياس الانبعاثات بتقنيات أرضية أو هوائية. في كندا، يُعتقد أن صناعة النفط والغاز أكبر مصدر لغازات الدفيئة وانبعاثات الميثان، وأن 40% تقريبًا من انبعاثات كندا تأتي من ألبرتا. تأتي تقارير الانبعاثات بمعظمها من الشركات أنفسها. تحتفظ المؤسسة الناظمة للطاقة في ألبيرتا بقاعدة بيانات عن الآبار التي تطلق انبعاثات غاز شار في ألبرتا، وتحتفظ مفوضية كولومبيا البريطانية للنفط والغاز بقاعدة بيانات الآبار التي يحدث فيها تسربات في كولومبيا البريطانية. لم يكن اختبار الآبار في مرحلة الحفر إجباريًا في كولومبيا البريطانية حتى عام 2010، ومنذ ذلك الوقت، أُبلغ عن حدوث مشاكل تسريب في 19% من الآبار الجديدة. قد يكون هذا الرقم أقل من الرقم الفعلي وفق عمل ميداني أجرته مؤسسة ديفيد سوزوكي. أظهرت بعض الدراسات تعرض 6-30% من الآبار لمشاكل تسريب غاز.
لدى كندا وألبرتا خطط لوضع سياسات تقليل للانبعاثات قد تساهم في محاربة التغير المناخي. تعتمد التكاليف المرتبطة بتخفيض الانبعاثات اعتمادًا كبيرًا على المكان، وقد تختلف بشدة من مكان إلى آخر. الميثان أشد تأثيرًا من ثنائي أكسيد الكربون في الاحتباس الحراري، فقوته الإشعاعية أكبر بخمس وعشرين مرة من ثنائي أكسيد الكربون، وذلك عند دراسة الأثر في إطار زمني مقداره 100 عام. بالإضافة إلى ذلك، يؤدي الميثان إلى تزايد في تركيز ثنائي أكسيد الكربون عبر أكسدته ببخار الماء.